# Reboxetină
Reboxetina (cu denumirea comercială Edronax, printre altele) este un medicament antidepresiv din clasa inhibitorilor recaptării de noradrenalină (IRN), fiind utilizat în tratamentul
depresiei majore și al ADHD. Calea de administrare disponibilă este cea orală.